# Уорнър Брос Анимейшън
Warner Bros. Animation (произн. Уорнър Брос Анимейшън) е американско анимационно студио, собственост на подразделението Global Kids, Young Adults and Classics на Warner Bros. Entertainment, дъщерна компания на WarnerMedia на AT&T. Студиото е тясно свързано с героите на „Шантави рисунки“ (Looney Tunes) и „Весели мелодии“ (Merrie Melodies). Студиото е наследник на Warner Bros. Cartoons, студиото, което произвежда анимационни късометражни филми на „Шантави рисунки“ (Looney Tunes) и „Весели мелодии“ (Merrie Melodies) от 1933 до 1963 г. и от 1967 до 1969 г. Warner възстановява своето анимационно подразделение през 1980 г., за да произвежда произведения, свързани с „Шантави рисунки“ (Looney Tunes).
През последните години Warner Bros. Animation се фокусира основно върху производството на телевизионна и директна към видео анимация с участието на герои, създадени от други имоти, собственост на Warner Bros., включително DC Comics, анимационното студио Metro-Goldwyn-Mayer (чрез Turner Entertainment Co.) и Hanna-Barbera Productions.

## История

### 1970 – 1986: Рестартиране на студиото
Оригиналното студио Warner Bros. Cartoons, както и целите производствени отдели за късометражни филми Warner Bros., са затворени през 1969 г. поради нарастващите разходи и намаляващата възвръщаемост на производството на късометражните филми. Външните анимационни компании са наети да произвеждат нова анимация, свързана с „Шантави рисунки“, за телевизионни специални филми и реклами на нередовни интервали. През 1976 г. възпитаникът на анимациите на Warner Bros., Чък Джоунс започва да продуцира поредица от специални предложения на „Шантави рисунки“ в анимационното си студио Chuck Jones Productions, първият от които е „Карнавалът на животните“ (Carnival of the Animals). Тези специални филми и ретроспективния пълнометражен филм на Шантави рисунки от 1975 г., озаглавен „Бъгс Бъни: Суперзвездата“ (Bugs Bunny: Superstar) (разпространяван от United Artists, предишният собственик на библиотеката на Warner Bros. преди 1950 г.), карат Джоунс да продуцира „Бъгс Бъни и Бързоходеца“ (The Bugs Bunny/Road Runner Movie) за Warner Bros през 1979 г. Този филм съчетава класическите късометражни филми на „Шантави рисунки“ (Looney Tunes) и „Весели мелодии“ (Merrie Melodies) с новопроизведените обвивки на Бъгс Бъни, представящи всяка анимация. Warner Bros. отговаря на успеха на този филм, като възстановява собственото си анимационно студио.
Warner Bros. Animation отваря врати през 1980 г. за продуциране на компилационни филми и телевизионни промоции с участието на героите на „Шантави рисунки“ (Looney Tunes). Първоначалният ръководител на студиото е Хал Гиър, който е бил редактор на звуковите ефекти на оригиналното студио през последните му дни, а скоро към него се присъединява и Фриц Фреленг, който напуска DePatie – Freleng (който става Marvel Productions, след като е продаден на Marvel Comics), и се върна в Warner като изпълнителен продуцент. Новите обвивки на „Бъгс Бъни в Шантави заешки истории“ (The Looney Looney Looney Bugs Bunny Movie) през 1981 г., „Бъгс Бъни в 1001 заешки приказки“ (Bugs Bunny's 3rd Movie: 1001 Rabbit Tales) през 1982 г. и „Дафи Дък и фантастичния остров“ (Daffy Duck's Fantastic Island) през 1983 г. включваха кадри от нов персонал на Warner Bros. Animation, съставен предимно от ветерани от златната ера на анимационните филми на WB, включително сценаристите Джон Дън и Дейв Детие.
Към 1986 г. Фреленг заминава, а Хал Гиър също се оттегля през следващата година. За кратко Гиър е заменен от Стивън С. Грийн, който от своя страна е заменен от бившата секретарка на Фреленг – Катлийн Хели-Шипли, която да оглави голямото възраждане на марката „Шантави рисунки“ (Looney Tunes) през следващите години. Студиото продължи продукцията по специални проекти с участието на героите на „Шантави рисунки“ (Looney Tunes), като спорадично произвежда нови късометражни филми на „Шантави рисунки“ (Looney Tunes) и „Весели мелодии“ (Merrie Melodies) за кина като The Duxorcist (1987), Night of the Living Duck (1988), Box-Office Bunny (1990) и Carrotblanca (1995). Много от тези късометражни филми, както и новите кадри в компилационния филм „Дафи Дък: Квактастрофи“ (Daffy Duck's Quackbusters) (който включва „The Duxorcist“), са режисирани от Грег Форд и Тери Ленън, както и от Даръл Ван Ситърс.

### 1986 – 1998: Преминаване към телевизионна анимация
От 1986 г. Warner Bros. се премества в редовна телевизионна анимация. Телевизионното подразделение на „Warner“ е създадено от президента на WB Animation – Жан Макърди, който привлича продуцента Том Рюегер и голяма част от персонала му от поредицата на Hanna-Barbera Productions, „Кученце на име Скуби-Ду“ (A Pup Named Scooby-Doo) през 1988 до 1991 г. Студиото за телевизионното звено е създадено в офис кулата на сградата на Императорската банка в непосредствена близост до галерията Sherman Oaks Galleria, северозападно от Лос Анджелис. Даръл Ван Ситърс, който преди е работил в Дисни, ще работи върху по-новите късометражни филми на Бъгс Бъни, преди да напусне, за да сформира Renegade Animation през 1992 г. Първият оригинален анимационен сериал на Warner Bros., „Приключенията на дребосъците“ (Tiny Toon Adventures) през 1990 г. до 1995 г., е произведен съвместно с Amblin Entertainment и с участието на млади анимационни герои, базирани на конкретни звезди на Шантавите рисунки, и постигна успех. По-късно телевизионните сериали на Amblin и Warner Bros., включително „Аниманиаци“ (Animaniacs) през 1993 г. до 1998 г., спинофът „Пинки и Брейн“ (Pinky and the Brain) през 1995 г. до 1998 г. и Freakazoid! през 1995 г. до 1997 г. са последвани в продължаване на традицията на „Шантави рисунки“ (Looney Tunes) за анимационния хумор.
Warner Bros. Animation също започна да разработва сериали, базирани на герои от комикси, собственост на сестринската компания DC Comics. Тези програми, включително „Батман: Анимационният сериал“ (Batman: The Animated Series) през 1992 до 1995 г., „Супермен: Анимационният сериал“ (Superman: The Animated Series) през 1996 до 2000 г., „Новите приключения на Батман“ (The New Batman Adventures) през 1997 г. до 1999 г., „Батман от бъдещето“ (Batman Beyond) (1999 – 2001), „Лигата на справедливостта“ (Justice League) през 2001 г. до 2004 г. и „Лигата на справедливостта без граници“ (Justice League Unlimited) през 2001 до 2006 г. се оказа популярен както сред деца, така и сред възрастни. Тези сериали са част от анимираната вселена на DC. Пълнометражния анимационен филм „Батман: Маската на Фантома“ (Batman: Mask of the Phantasm), е произведен през 1993 г. и е изстрелян до театралното издание. Филмът е почти универсално приет от критиците, но се представя слабо на касите, макар че в крайна сметка се превръща в търговски успех чрез следващите си домашни видео издания.

### 1990 – 2004: Warner Bros. Feature Animation
По време на възхода на анимационния ренесанс в началото на 90-те, Warner Bros. разпространява първите си анимационни филми: „Принцът и лешникотрошачката“ (The Nutcracker Prince) през 1990 г., който е канадски пълнометражен филм, базиран на класическата приказка на Ернст Теодор Амадеус Хофман, „Лешникотрошачката и мишият крал“ (The Nutcracker and the Mouse King); и „Ровър Дейнджърфилд“ (Rover Dangerfield) през 1991 г., чийто главен герой е куче, чийто външен вид и маниери са вдъхновени от озвучаващия му актьор Родни Дейнджърфийлд. И двата филма получават отрицателни и смесени рецензии, съответно и с недостатъчно представяне на боксофиса поради липса на промоция. Три години по-късно след освобождаването на „Ровър Дейнджърфилд“ (Rover Dangerfield), „Warner“ разпространява „Палечка“ (Thumbelina) на Дон Блът, която също получава смесени отзиви от критиците и е с недостатъчно представяне в касата.
Същата година Warner Bros., както и няколко други холивудски студия, преминават към пълнометражна анимация след успеха на „Цар лъв“ (The Lion King) на Walt Disney Feature Animation. Макс Хауърд, възпитаникът на Дисни, е привлечен да оглави новото подразделение, което е създадено в Шърман Оукс (Sherman Oaks), близо до телевизионното студио в близкия Глендейл. Turner Feature Animation, по-късно обединения и наречения Warner Bros. Feature Animation, както всички вътрешни студия за анимационни филми, се оказват неуспешно начинание, тъй като шест от седемте филма са недостатъчно представени по време на оригиналните си театрални издания (поради липса на промоция).
Първата от анимираните пълнометражни филми на студиото е „Космически забивки“ (Space Jam) през 1996 година, хибрид с анимация и екшън на живо, в който участват звездата от НБА, Майкъл Джордан и Бъгс Бъни (Джордан преди това се появява с Looney Tunes в редица реклами на Nike). Филмът включва игрални сцени, режисирани от Джо Питка, и анимационни сцени, режисирани от Брус У. Смит и Тони Сервоне. „Космически забивки“ (Space Jam) получава смесени отзиви от критиците, но се оказва успешен в боксофиса. Продукцията на анимация за „Космически забивки“ (Space Jam) е направена предимно в новото студио на Шърман Оукс (Sherman Oaks), въпреки че голяма част от работата е възложена на анимационни студия по целия свят.
Преди успеха на „Космически забивки“ (Space Jam), студиото, управлявано от Turner Entertainment, което се отделя от Hanna-Barbera, вече произвежда анимирани функции след успеха на пълнометражните филми на Дисни. Първият е „Господарят на страниците“ (The Pagemaster), фантастично приключение с участието на изпълненията на Маколи Кълкин и Кристофър Лойд със сегменти на живо, служещи като подложки за историята на филма. Издаден от 20th Century Fox, филмът е с недостатъчно представяне и получава отрицателни отзиви от критиците по време на празничното си издание през 1994 г. След сливането с Turner и родителя на Warner Bros, Time Warner през 1996 г., Turner Feature Animation завършва втория си и последен пълнометражен филм, „Котките не танцуват“ (Cats Don't Dance) през 1997 г., който е посрещнат с топло критично и публично приемане, но недостатъчно изпълнен поради малко маркетинг и фанфари. По времето на излизането на филма обаче Turner Feature Animation се слива с Warner Feature Animation и прехвърля по-голямата част от персонала си от споменатото студио.
На следващата година следващият му филм „Вълшебният меч“ (Quest for Camelot) през 1998 г., претърпява производствени затруднения и също получава смесени отзиви от критиците. Неговият саундтрак (като една от песните, „Молитвата“, The Prayer) получава известни похвали и отличия, включително номинация за „Оскар“ и спечелване на „Златен глобус“.
Третият анимационен филм от Warner Feature Animation, „Железният гигант“ (The Iron Giant) на Брад Бърд през 1999 г., получава положителен прием от критиците и публиката. Студиото обаче решава да ускори излизането си до края на лятото с бърз маркетингов тласък.
Следващият филм на студиото, „Осмозис Джоунс“ (Osmosis Jones) през 2001 г., е поредният анимационен микс и екшън на живо, който претърпява поредната проблемна продукция. Този път анимационните сегменти, режисирани от Пиет Крун и Том Сито, са завършени много преди да бъдат заснети сегментите на живо, в крайна сметка са режисирани от Боби и Питър Фарели и с участието на Бил Мъри. Полученият филм получава смесени отзиви и е с недостатъчен резултат, въпреки че е успешен за домашно видео за отдела за телевизионна анимация на Уорнър, за да произведе свързана анимационен сериал от събота сутринта, „Ози и Дрикс“ (Ozzy & Drix) през 2002 до 2004 г. за своята мрежа за излъчването на WB.
След излизането на „Железният гигант“ (The Iron Giant) и „Осмозис Джоунс“ (Osmosis Jones), персоналът за анимация е намален, а целият персонал за анимация – пълнометражен и телевизионен – е преместен в по-голямото съоръжение на Шърман Оукс.
Втория пълнометражен филм на Шантави рисунки – „Шантави рисунки: Отново в действие“ (Looney Tunes: Back in Action) излиза през 2003 г. Целта му е да бъде отправна точка за възстановяване на класическите марки на анимациите, включително планираната поредица от новите късометражни филми на Шантави рисунки, продуцирани от сценариста и продуцента на „Отново в действие“ – Лари Дойл. След „Отново в действие“, режисиран от Джо Данте (екшън на живо) и Ерик Голдбърг (анимация), получи смесени отзиви от критици и недостатъчно изпълнен в касата, продукцията беше спряна за новите късометражни филми, а оттогава „Шантави рисунки“ най-вече се излъчва по телевизията.

### 1996 –: Придобивания и Warner Bros. Animation днес
Компанията майка на Warner, Time Warner, се слива с Turner Broadcasting System през 1996 г., не само възвръщайки правата върху продадените по-рано късометражни филми на „Шантави рисунки“ (Looney Tunes) и „Весели мелодии“ (Merrie Melodies), но и поемайки още две анимационни студия: Turner Feature Animation и Hanna-Barbera Productions. Turner Feature веднага е сгънат в Warner Bros. Feature Animation, докато Hanna-Barbera се слива с Warner Bros. Animation. До 1998 г. Hanna-Barbera работи на оригиналния си парцел на булевард 3400 Cahuenga в Холивуд, Калифорния, едно от последните студия с голямо име с холивудски пощенски код. След това студийните операции, архивите и обширната колекция от анимационни изкуства са преместени на северозапад в Шърман Оукс. Hanna-Barbera заема пространство в офис кулата в съседство с Sherman Oaks Galleria заедно с Warner Bros. Animation.
Със смъртта на Уилям Хана през 2001 г., Warner поема изцяло производството на свързаните свойства с H-B като поредицата „Скуби-Ду“ (Scooby-Doo), произвеждайки постоянен поток от директните на видео филми и две нови серии, „Какво ново, Скуби-Ду?“ (What's New, Scooby-Doo?) през 2002 до 2006 г. и „Шаги и Скуби-Ду детективи“ (Shaggy & Scooby-Doo Get a Clue!) през 2006 до 2008 г. Сливането на Turner също дава достъп на WB до библиотеката на Metro-Goldwyn-Mayer преди май 1986 г., която включва класическата си библиотека от анимационни филми (включително герои като Том и Джери (първоначално създадени от дуета Хана-Барбера), Друпи, Мечето Барни, Screwy Squirrel, и Джордж и Джуниър). Оттогава WBA е копродуцент на поредица от филми директно към видео с Търнър, в които участват Том и Джери. Освен че произвежда съдържание за дневния пазар, Warner Bros. Animation произвежда и Baby Blues със сестринската компания Warner Bros. Television и 3 South с MTV Animation за праймтайм.
Поредицата, която Hanna-Barbera продуцира за Cartoon Network на Търнър преди и по време на сливането на Time Warner и Turner са преместени към продукция в Cartoon Network Studios, сестринска компания на Warner Bros. Animation. Днес WBA участва изключително в производството на анимационни телевизионни програми и функции за директно към видео. Произвежда много от сериалите, излъчвани в детския програмен блок на WB в събота сутринта на The CW до 24 май 2008 г. Тези програми включват „Шаги и Скуби-Ду детективи“ (Shaggy & Scooby-Doo Get a Clue!), „Суперкучето Крипто“ (Krypto the Superdog), „Шаолински двубои“ (Xiaolin Showdown), Батман (The Batman) и гореспоменатия сериал „Луди за връзване“ (Loonatics Unleashed) и
„Приказки за Том и Джери“ (Tom and Jerry Tales). До 2007 г. студиото се е намалило значително от размера си в края на 90-те години. Warner Bros. съкращава студиото още през юни, затваря студиото на Шърман Оукс и кара Warner Bros. Animation да се премести в ранчото на Warner Bros. в Бърбанк, Калифорния. В началото на 2008 г. след смъртта на Kids 'WB!, Warner Bros. Animation става почти бездействаща, като по това време се произвежда само „Батман: Дръзки и смели“ (Batman: The Brave and Bold).
За да разшири присъствието на онлайн съдържание на компанията, Warner Bros. Animation стартира новия KidsWB.com (обявен като T-Works) на 28 април 2008 г. Уебсайтът събира основните си анимационни свойства в една онлайн среда, която е интерактивна и персонализираща се за посетителите на сайта. Kids WB предлага както първоначално създадено съдържание, така и класически анимирани епизоди, игри и изследване на виртуални светове. Някои от персонажите, които ще бъдат използвани в проекта от библиотеките на Уорнър, включват тези на „Шантави рисунки“, „Хана-Барбера“, анимирани герои от MGM преди 1986 г. и DC Comics.
През 2009 г. сестринската мрежа Cartoon Network обявява „Скуби-Ду! Мистерия ООД“ (Scooby-Doo! Mystery Incorporated) през есента на сезона през 2009 и 2010 г. от Warner Bros. Animation, който обявява няколко нови проекта, като „Шоуто на Шантавите рисунки“ (The Looney Tunes Show, който по-рано е наречен Laff Riot); рестартирането на „Гръмотевичните котки“ (ThunderCats) и няколко серии, базирани на свойствата на DC Comics като MAD, „Зеления фенер“ (Green Lantern) и „Младежка лига“ (Young Justice).
Warner Bros. Animation също произвежда DC Showcase, поредица от кратки теми с по-малко известни супергерои от комикси, които ще бъдат пуснати в тандем с директни към видео филми, базирани на свойствата на DC Comics.
На 30 юли 2010 г. е пуснат 3D анимационния филм с участието на Уили Койота и Бързоходеца, Coyote Falls, като за първи път WB Animation произвежда театрално издадено съдържание от The Karate Guard (последният късометражен филм на Том и Джери) през 2005 г., и за първи път анимационното студио използва пълна компютърна анимация и стереоскопичен 3D. През годината са последвали още две театрални късометражни анимационни филми с участието на Бързоходеца, (Fur of Flying и Rabid Rider). На 8 юни 2011 г. бяха обявени още три късометражни филми: I Tawt I Taw a Puddy Tat със Силвестър, Туити и Бабата, който е пуснат с „Весели крачета 2“ (Happy Feet Two); „Рапсодия на Дафи“ (A Daffy Rhapsody) с Дафи Дък и Елмър Фъд, която излезе с „Пътуване до тайнствения остров“ (Journey 2: The Mysterious Island); и Flash in the Pain с участието на Уили Койота и Бързоходеца. Всички тези 6 късометражни филма, режисирани от Матю О'Калаган и продуцирани от Reel FX Creative Studios, са достъпни в официалния канал на Warner Bros. Animation в YouTube.
На 27 октомври 2014 г. Warner Bros. Animation продуцира първия си сериал за Adult Swim, озаглавен „Мистериите на Майк Тайсън“ (Mike Tyson Mysteries), както следва пенсионирания боксьор Майк Тайсън, призракът на маркизата от Куинсбъри, осиновената дъщеря на Тайсън и гълъбът, докато решават мистериите. Стилът на шоуто заимства силно от анимациите от 70-те години, най-вече продукции на Hanna-Barbera като „Скуби-Ду, къде си?“ (Scooby-Doo, Where Are You?) и The Funky Phantom; обаче също така съдържа език и концепции за възрастни по начина на „Семейният тип“ (Family Guy) или „Саут Парк“ (South Park). Докато всеки епизод включва загадка като устройство за кадриране, често те се игнорират изобщо, тъй като сюжетът приема друга посока, а епизодите понякога завършват на скали, които никога не се разрешават.
На 16 декември 2014 г. специалния коледен стоп-моушън филм „Елф: Музикалната Коледа на Елф“ (Elf: Buddy's Musical Christmas) на Warner Bros. Animation дебютира по NBC. Базиран на филма „Елф“ на New Line Cinema от 2003 г. и неговата музикална адаптация на Бродуей, „Елф: Мюзикълът“ (Elf: The Musical), специалният филм е анимиран в стоп-моушън в стила на коледните специални филми на Rankin/Bass Productions, като „Рудолф Червения нос“ (Rudolph the Red-Nosed Reindeer) и „Дядо Коледа идва в града“ (Santa Claus Is Comin' to Town). В „Музикалната Коледа на Бъди“, Дядо Коледа разказва историята на пътуванията на Бъди до Ню Йорк, за да се срещне с баща си. По пътя неговото неумолимо приветствие преобразява живота на всеки, когото среща, и отваря очите на баща си за магията на празника.
На 11 юни 2018 г., Warner Bros. Animation обявява нова серия късометражни филми, Looney Tunes Cartoons. Определен за пускане през 2019 г. както на линейни, така и на стрийминг телевизионни платформи, първият му „сезон“ ще включва 1000 минути (или 16 часа и 40 минути) нови анимационни филми от една до шест минути с участието на марките на марката, изразени от текущия им глас актьори в „прости, ръководени от гафове и визуално живи истории“, които се представят от множество артисти, използващи „визуален стил, който ще резонира сред феновете“. Сам Реджистър, президент на Warner Bros. Animation, и Питър Браунгард, създател на Secret Mountain Fort Awesome и „Чичо Дядко“ (Uncle Grandpa), ще бъдат изпълнителни продуценти.

#### 2013 – настояще:Warner Animation Group
През януари 2013 г. Джеф Робинов (тогава ръководител на филмовото отделение на студиото) основава отдел за разработване на сценарии, наречен „мозъчен тръст“ за разработване на пълнометражни анимационни филми, известен като Warner Animation Group, наследник на разпуснатия ръчно нарисуван анимационен отдел Warner Bros. Feature Animation. Групата включва Джон Рекуа, Глен Фикара, Никълъс Столър, Фил Лорд, Кристофър Милър и Джаред Стърн. Warner Bros. създава групата с надеждата, че касовата рецепция на нейните филми ще бъде конкурентна на изданията на други анимационни студия. Съобщава се, че групата е донякъде подобна на „мозъчното доверие“ на Pixar Animation Studios по отношение на това как нейните членове се консултират помежду си и дават обратна връзка за проектите на другия.
На 7 февруари 2014 г. Warner Animation Group пуска първия си филм, „LEGO: Филмът“ (The Lego Movie), филм, анимиран от Animal Logic. Той е посрещнат с положителни отзиви и се оказва успех в касата.
На 7 януари 2013 г. Warner Animation Group обявява втория си филм „Щъркели“ (Storks), който първоначално е планиран да излезе през 2015 г., но е преместен на 23 септември 2016 г. На същия ден той обявява третия си филм „Малката стъпка“ (Smallfoot), който първоначално е планиран да излезе през 2016 г., но по-късно е преместен на 28 септември 2018 г.
На 7 февруари 2014 г., същия ден, когато излиза „LEGO: Филмът“ (The Lego Movie), се съобщава, че Джаред Стърн и Мишел Морган са наети да напишат „LEGO: Филмът 2“ (The Lego Movie Sequel). Продължението беше обявено да излезе на 26 май 2017 г., но по-късно същата година е съобщено, че отделен филм с участието на Батман от The Lego Movie може да вземе датата на издаване на продължението, избутвайки продължението на 18 май 2018 г. Фил Лорд и Кристофър Милър се завръщат към сценария и ръководят продължението. Роб Шраб трябва да режисира филма, но по-късно е заменен от Майк Мичъл поради „творчески различия“. През юни 2016 г. датата на пускане е изместена на 8 февруари 2019 г.
Вторият филм на Warner Animation Group, „Щъркели“ е анимиран от Sony Pictures Imageworks и е посрещнат със смесени отзиви от критиците.
На 10 февруари 2017 г. Warner Bros. пусна „Лего Батман: Филмът“ (The Lego Batman Movie), който получава положителни отзиви от критиците.
„Лего Нинджаго: Филмът“ (The Lego Ninjago Movie), базиран на темата Lego Ninjago за играчките Лего, излиза на 22 септември 2017 г. След пускането филмът е посрещнат със смесени отзиви от критиците.
На 24 януари 2018 г. е обявено, че анимационният филм на „Котката с шапка на доктор Сюс“ (Dr. Seuss' The Cat in the Hat) е в процес на разработка като част от творческо партньорство със Seuss Enterprises.
На 23 май 2018 г. е обявено, че WAG ще произведе анимирана адаптация на „Ледения дракон“ (The Ice Dragon), детска фантастична книга от Джордж Р. Р. Мартин. Мартин ще продуцира и вероятно ще напише сценария за филма.
На 12 юли 2018 г. е обявено, че WAG ще продуцира анимационен филм за Тото от „Вълшебникът от Оз“ (The Wonderful Wizard of Oz). Новият филм ще бъде базиран на детската книга Toto: The Dog-Gone Amazing Story of the Wizard of Oz.
От 29 август 2018 г. Warner Bros. разработва Coyote vs. Acme, анимационен филм на Уили Койота с режисьора на „Лего Батман“, Крис Маккей.
След пускането си през септември 2018 г., „Малката стъпка“ (Smallfoot) получава рейтинг за одобрение от 76% за Rotten Tomatoes с предимно положителни отзиви от критиците и събира над 214 милиона долара по света.
През октомври 2018 г. е обявено, че хибридният филм на живо с екшън/анимация, базиран на Том и Джери, е в процес на разработване и че той ще започне производство през 2019 г. с дата на издаване, определена за 11 февруари 2021 г.
На 22 февруари 2019 г. е обявено, че продължението на „Космически забивки“ (Space Jam) – „Космически забивки: Нови легенди“ (Space Jam: A New Legacy), с участието на Леброн Джеймс, ще е пуснат на 16 юли 2021 г. и ще е достъпен за HBO Max.
След излизането си през февруари 2019 г., „LEGO: Филмът 2“ (The Lego Movie 2: The Second Part), продължението на „Лего: Филмът“ (The Lego Movie), получава 86% рейтинг за одобрение на Rotten Tomatoes с предимно положителни отзиви от критиците и печели над 183,4 милиона долара по целия свят.